# Elektromos hegedű

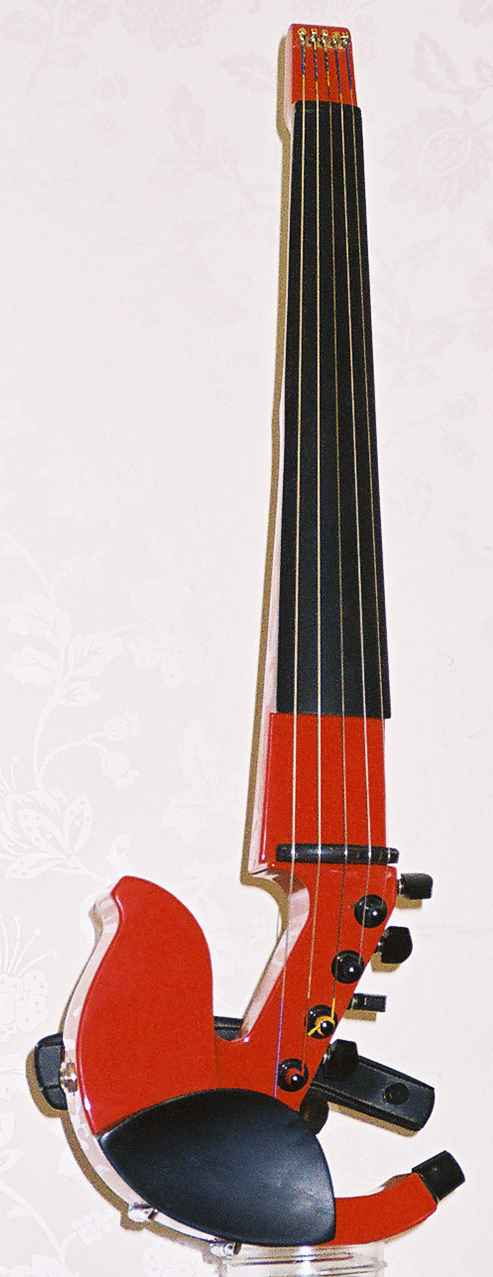
John Jordan-féle 5 húros elektromos hegedű

Az elektromos hegedű egy  rezonátortest nélküli vonós hangszer, amelyen a  hegedűvel megegyező módon lehet játszani. A hangszer elektronikus erősítés nélküli saját hangereje elhanyagolható, mivel a húrok önmagukban rossz hangsugárzók. Ezért nevezik az ilyen hegedűt néma hegedűnek is. 
Az elektromos hegedű kifejezést használják az elektronikus hangszedővel felszerelt akusztikus hegedűre is, de általánosságban a tisztán elektromos hangszert jelöli.
A legtöbb elektronikus húros hangszer tömör testtel rendelkezik, így a test a hangsugárzásban nem, vagy csak elhanyagolható módon vesz részt. A hangszerre jellemző hangszínt elektronikus szűrők segítségével lehet kialakítani,  és a hang kisugárzását, valamint erősítését is elektronikus eszközökkel kell megoldani (általában elektrodinamikus hangszóróval). Míg az akusztikus hegedű hangszínét főképp a rezonáló test méretei és megmunkálása (az F-lyukak mérete és elhelyezése a tetőn, és a lélek elhelyezése a testben, a has és a hát vastagsága, valamint a gerenda mérete és fedőlaphoz ragasztott pozíciója, feszültsége) határozzák meg, az elektromos hegedűre jellemző hangszínt a hangszedő típusa és elhelyezése, valamint az elektronikus erősítő berendezés, és a hangsugárzó karakterisztikái határozzák meg. Effektezés nélkül ez jóval élesebb, nyersebb hangzású, mint az akusztikus hegedű hangja. Az elektromos hegedű és az erősítő berendezés közé beiktatott digitális jelfeldolgozó egység (effekt processzor) segítségével azonban (az elektromos gitárokhoz hasonlóan) számtalan hangzás elérhető (visszhangosítás, torzítás stb.).
Ezen hangszerek általában minimalista, az elődtől eltérő kinézettel rendelkeznek, hogy a hangszer súlya minél kisebb legyen.
Sokak szerint szükségtelenek, nem úgy, mint az elektromos gitár, amit széles körben használnak. Sok változata létezik, mint például az érintőkkel felszerelt változat, extra húrok, „bariton” húrok (melyek egy oktávval lejjebb szólnak) stb.
Sok hangszer 5 vagy 6 húrral rendelkezik a 4 helyett, részben azért, hogy a magas hangoknál ne kelljen annyira nyújtózkodni a magas hangok irányába. Általában ötödik húrnak a brácsáról ismert kis C magasságú húrt rakják fel. (Ezzel beteljesítik ugyan a brácsa mély hangjaira való igényt, de a nagyobb brácsák hosszabb húrjainak zengési sajátosságait nem lehet kiváltani vele, ezért is tartanak újabban az elektromos vonós hangszerekkel foglalkozó hangszerépítők brácsát is a kínálatukban.) Hatodik húrnak a kétvonalas H húrt használják, a felső kétvonalas E mellé. Vannak hangszer-különlegességek amelyeknek 7 (+nagy F), vagy akár 9 húrjuk is van (kontra B, kontra Esz).
Az elektromos hegedű kimenete elektromos jel, ezt az elektromos gitárhoz hasonlóan erősítővel alakítják át hanggá.

## Felszerelések akusztikus hegedűkhöz
Az akusztikus hangszereket fel lehet szerelni mágneses vagy piezoelektromos hangszedővel (a kettő közül az utóbbi az elterjedtebb). Ezek az eszközök érzékelik a fizikai rezgéseket; néha a hangszer belsejében, többnyire azonban valamilyen formában a húrlábhoz csatlakoztatva, a húrlábba beépítve, vagy közvetlenül a húrláb alatt helyezkednek el.